# Yacine Belahcene i Benet
Yacine Belahcene i Benet ( Pàdova, Vèneto, 20 de març del 1979) és un músic i cantant català de pare amazic i mare catalana. Actualment és el cantant de Yacine & The Oriental Groove i anteriorment de Detotarrel, Nour i Cheb Balowski.

## Biografia
Son pare havia estudiat arquitectura a Alger i conegué sa mare a Paris.Quan Yacine Belahcene tenia 6 mesos, la seva família es va instal·lar a Alger per qüestió laboral. A finals del 1993, quan tenia 14 anys, marxa d'Alger (tot i que no l'abandona mai), arran de la guerra no declarada al país i s'instal·la a Barcelona i, més endavant, a Sabadell. Ha viscut sempre entre dues cultures que connecten i apropen el mediterrani, la amazic (Chaoui) i la catalana. Aviat s'adona que fent música i pujant a un escenari pot expressar-se i portar arreu les seves vivències, la seva ràbia i la seva alegria. Músic autodidacte, ha après a fer música fent-ne. Tot neix d'una manera espontània quan acompanyat d'un grup d'amics donen forma al grup Cheb Balowski que editarà tres àlbums, i els portarà de gira per tot Europa, el Magreb i l'Orient Mitjà. També ha col·laborat amb diferents artistes com Sagarroi (Iñigo Muguruza), Fermín Muguruza (Euskal Herria Jamaica Clash), Kultur Shock (Kultura Dictadura), Kinky Beat (Made in Barna), Gerard Quintana, Joan Garriga (La Troba Kung-Fú), Aziz Sahmaoui, Speed Caravan, Rabah Ourrad (MBS) o amb el cantautor Sisa, amb qui va interpretar la mítica cançó Qualsevol nit pot sortir el sol en un concert al Petit Palau de la Música, entre altres artistes. També ha participat com a col·laborador al programa de música a Ràdio 4 al programa Músiques clandestines amb la periodista Consol Saenz del 2008 al 2011.

## Discografia
Cheb Balowski
- Bartzeloona (2001)
- Potiner (2003)
- Plou Plom (2005)

Nour
- Papier Mullat  (2007)
- En Blanc (2008)
- Detotarrel (2009/2024)[6]

Transadelica
- Transadelica (2011)

Yacine & The Oriental Groove
- Parabòlic (2011)
- L'estima venç la salvatgia (2012)
- Un Bosc Llenyós (CD Single) (2014)
- Atini Boussa Remix (Dj Panjo, Ojos De Brujo) (2015)
- Mediterranean Clash (2016)

Rumbamazigha
- Miratge (2015)

Yacine
- IDURAR (2020)

Cafè d’Alger
- Cafè d’Alger (2024)